# Harmångersån
Harmångersån är en skogsälv i Nordanstigs kommun i norra Hälsingland. H. är landskapets fjärde största vattendrag efter Ljusnan, Voxnan och Delångersån/Svågan (och det tredje största kustmynnande vattendraget). 

## Sträckning och avrinningsområde
Harmångersån är drygt 80 km lång och har ett avrinningsområde på ca 1170 km². Ån har sina källor vid gränsen mot Medelpad och kallas i övre loppet Framängsån eller Skansån. Den rinner genom Hasselasjön och Storsjön till Strömsbruk och Stocka vid Bottenhavet. Största biflöde är Vattrångsån från höger.

## Mänsklig användning
Cirka 10 kilometer uppströms från mynningen ligger kyrkorten Harmånger på åns södra sida. Här passerar även europaväg 4 över ån. År 1924 angavs 18 000 hästkrafter som disponibel medelvatteneffekt varav 2 900 då var utbyggda.